# Hillite
La hillite è un minerale appartenente al supergruppo della kröhnkite.